# Saint-Pryvé-Saint-Mesmin
Saint-Pryvé-Saint-Mesmin est une commune française, située dans le département du Loiret en région Centre-Val de Loire.

## Géographie

### Localisation

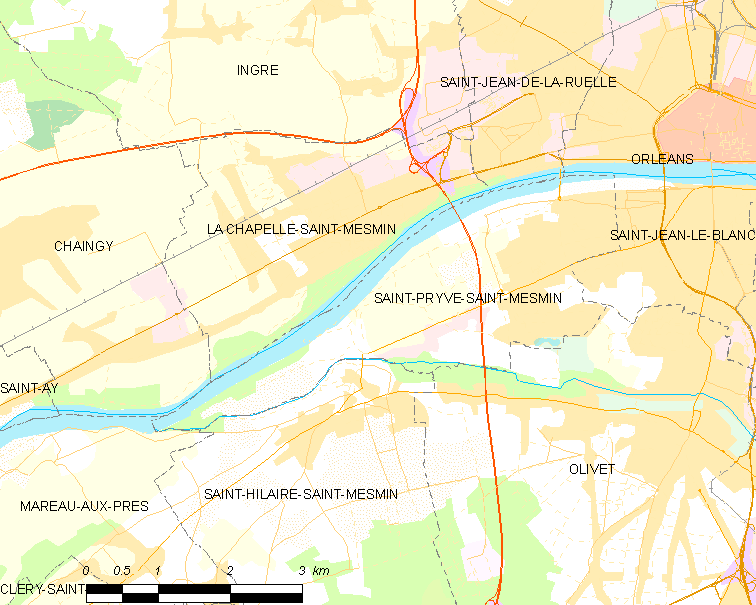
Carte de la commune de Saint-Pryvé-Saint-Mesmin et des communes limitrophes.

La commune de Saint-Pryvé-Saint-Mesmin se trouve dans le quadrant sud-ouest du département du Loiret, dans la région agricole du Val de Loire et l'aire urbaine d'Orléans.  À vol d'oiseau, elle se situe à 3,7 km  d'Orléans, préfecture du département, et à 3,1 km d'Olivet, ancien chef-lieu du canton dont dépendait la commune avant mars 2015. La commune fait partie du bassin de vie d'Orléans.
Les communes les plus proches sont : La Chapelle-Saint-Mesmin (2,4 km), Saint-Jean-de-la-Ruelle (3 km), Olivet (3,1 km), Saint-Hilaire-Saint-Mesmin (3,6 km), Orléans (3,7 km), Saint-Jean-le-Blanc (4,5 km), Ingré (5 km), Fleury-les-Aubrais (6,3 km), Saint-Denis-en-Val (6,5 km) et Mareau-aux-Prés (6,5 km).

### Géologie et relief

Carte géologique de la commune de Saint-Pryvé-Saint-Mesmin.
Fz : Alluvions récentes des lits mineurs (Holocène)
Fy : Alluvions récentes des levées et montilles de la Loire (Holocène)

La région d’Orléans se situe dans le sud du Bassin parisien, vaste cuvette composée d’un empilement de couches sédimentaires d’origines essentiellement détritiques (issus de l’érosion d’anciennes chaînes de montagnes) et carbonatées (précipitation de carbonate de calcium). Ces dépôts s'étagent du Trias (- 250 millions d’années) au Pliocène (- 23 millions d’années) et se font surtout en contexte marin, mais aussi en milieu lacustre. Les successions de périodes glaciaires et interglaciaires au Quaternaire aboutissent à la configuration géomorphologique actuelle : altération plus ou moins profonde des roches en place, terrasses alluviales anciennes perchées sur les plateaux et incision de la vallée actuelle de la Loire,.
La commune est entièrement dans le lit majeur de la Loire, constitué d'une plaine alluviale comprise entre la Loire au Nord et le plateau solognot au sud. Les alluvions de cette plaine (Fy et Fz) sont récentes, datant de l'Holocène. Les sables de la Loire sont essentiellement constitués par des minéraux provenant de la désagrégation des roches granitiques et métamorphiques du Massif central auxquels s'ajoutent principalement, sous forme de graviers et galets, des éléments locaux provenant de l'érosion de roches sédimentaires.
Le territoire communal est relativement plat puisque la dénivelée maximale est de 12 mètres. L'altitude du territoire varie en effet de 87 mètres à 99 mètres,.

### Hydrographie
La ville est située sur la rive sud de la Loire et inclut la pointe de Courpain (ou de Courpin), lieu où le Loiret rejoint la Loire. Une grande partie de son territoire, surtout celle située entre Loire et Loiret, est en zone inondable.

### Climat
Pour des articles plus généraux, voir Climat du Centre-Val de Loire et Climat du Loiret.
En 2010, le climat de la commune est de type climat océanique dégradé des plaines du Centre et du Nord, selon une étude du CNRS s'appuyant sur une série de données couvrant la période 1971-2000. En 2020, Météo-France publie une typologie des climats de la France métropolitaine dans laquelle la commune est exposée à un climat océanique altéré et est dans la région climatique Moyenne vallée de la Loire, caractérisée par une bonne insolation (1 850 h/an) et un été peu pluvieux.
Pour la période 1971-2000, la température annuelle moyenne est de 11 °C, avec une amplitude thermique annuelle de 15,4 °C. Le cumul annuel moyen de précipitations est de 682 mm, avec 11,1 jours de précipitations en janvier et 7 jours en juillet. Pour la période 1991-2020, la température moyenne annuelle observée sur la station météorologique de Météo-France la plus proche, sur la commune de Fleury-les-Aubrais à 7 km à vol d'oiseau, est de 11,7 °C et le cumul annuel moyen de précipitations est de 728,8 mm,. Pour l'avenir, les paramètres climatiques de la commune estimés pour 2050 selon différents scénarios d'émission de gaz à effet de serre sont consultables sur un site dédié publié par Météo-France en novembre 2022.
| Mois                                  | jan.           | fév.             | mars           | avril         | mai           | juin         | jui.           | août          | sep.           | oct.            | nov.           | déc.             | année     |
| ------------------------------------- | -------------- | ---------------- | -------------- | ------------- | ------------- | ------------ | -------------- | ------------- | -------------- | --------------- | -------------- | ---------------- | --------- |
| Température minimale moyenne (°C)     | 1,4            | 0,9              | 3              | 5             | 8,7           | 11,9         | 13,8           | 13,5          | 10,2           | 7,8             | 4,2            | 1,9              | 6,9       |
| Température moyenne (°C)              | 4,3            | 4,8              | 7,9            | 10,6          | 14,3          | 17,7         | 19,9           | 19,8          | 16,1           | 12,3            | 7,6            | 4,8              | 11,7      |
| Température maximale moyenne (°C)     | 7,3            | 8,7              | 12,9           | 16,3          | 19,9          | 23,5         | 26             | 26,1          | 21,9           | 16,7            | 11             | 7,7              | 16,5      |
| Record de froid (°C) date du record   | −19 17.01.1985 | −13,8 07.02.1991 | −13,1 01.03.05 | −4,5 11.04.03 | −1 05.05.1979 | 0 05.06.1991 | 3,1 16.07.1984 | 4 26.08.1993  | 0,5 30.09.1988 | −4,6 21.10.10   | −11 23.11.1993 | −12,8 30.12.1985 | −19 1985  |
| Record de chaleur (°C) date du record | 17 30.01.02    | 22,2 27.02.19    | 24,5 16.03.12  | 29,7 30.04.05 | 32 27.05.05   | 38 29.06.19  | 41,5 25.07.19  | 40,4 10.08.03 | 35 15.09.1982  | 33,1 01.10.1985 | 24 01.11.14    | 19,4 16.12.1989  | 41,5 2019 |
| Précipitations (mm)                   | 59,4           | 55,3             | 51,5           | 52            | 74,6          | 52,9         | 58,1           | 58,4          | 56,3           | 66,8            | 68,6           | 74,9             | 728,8     |

### Milieux naturels et biodiversité

#### Réserve naturelle nationale de Saint-Mesmin
La réserve naturelle nationale de Saint-Mesmin est une aire protégée faisant partie des réserves naturelles de France et dont le statut est défini par la loi relative à la démocratie de proximité du 27 février 2002. Elle a été créée par décret du 14 décembre 2006. Elle comprend la partie de la vallée de la Loire située dans le domaine public fluvial s’étendant de Saint-Pryvé-Saint-
Mesmin et Mareau-aux-Prés, en rive gauche, à La Chapelle-Saint-Mesmin, Chaingy et Saint-Ay, en rive droite ainsi que certaines parcelles cadastrées de la commune de Saint-Pryvé-Saint-Mesmin.  Elle s'étend sur 263 ha, auxquels s'ajoute un périmètre de protection de 90 ha, et englobe la pointe de Courpain (boisement alluvial situé au confluent de la Loire et du Loiret) et les îles de Mareau. La zone se superpose pour partie à la zone de protection spéciale vallée de la Loire du Loiret du réseau Natura 2000 et à la zone naturelle d'intérêt écologique, faunistique et floristique de type 2 « Ile de Saint-Pryvé-Saint-Mesmin et abords ». La variété des milieux a permis le développement d’une flore très riche et diversifiée, avec 558 espèces de plantes supérieures recensées dont 3 protégées au niveau national (pulicaire vulgaire, gagée des prés, tulipe sauvage) et 5 au niveau régional (limoselle aquatique, pigamon jaune, corydale à bulbe plein, laîche de Loire, scille d'automne). Le castor d’Europe a fait son apparition dans la réserve en 1983, à la suite de sa réintroduction en amont de Blois. Nocturne, il se laisse difficilement observer mais les traces de son activité sont nombreuses.

#### Sites Natura 2000
Le réseau Natura 2000 est un réseau écologique européen de sites naturels d’intérêt écologique élaboré à partir des Directives « Habitats » et « Oiseaux ». Ce réseau est constitué de Zones Spéciales de Conservation (ZSC) et de Zones de Protection Spéciale (ZPS). Dans les zones de ce réseau, les États Membres s'engagent à maintenir dans un état de conservation favorable les types d'habitats et d'espèces concernés, par le biais de mesures réglementaires, administratives ou contractuelles. L'objectif est de promouvoir une gestion adaptée des habitats tout en tenant compte des exigences économiques, sociales et culturelles, ainsi que des particularités régionales et locales de chaque État Membre. les activités humaines ne sont pas interdites, dès lors que celles-ci ne remettent pas en cause significativement l’état de conservation favorable des habitats et des espèces concernés,. Les sites Natura 2000 présents sur le territoire communal de Saint-Pryvé-Saint-Mesmin sont au nombre de deux.
| Nom                                                 | Numéro    | Type                         | Arrêté        | Superficie | Description |
| --------------------------------------------------- | --------- | ---------------------------- | ------------- | ---------- | --- |
| Vallée de la Loire de Tavers à Belleville-sur-Loire | FR2400528 | SIC (Directive « Habitats ») | 13 avril 2007 | 7 120 ha   | Le site concerne 51 communes. La délimitation de ce site Natura 2000 est très proche de celle correspondant à la Directive Oiseaux. L'intérêt majeur du site repose sur les milieux ligériens liés à la dynamique du fleuve, qui hébergent de nombreuses espèces citées en annexe II de la directive Habitats. Il est situé dans la frange sud de la commune. |
| Vallée de la Loire du Loiret                        | FR2410017 | ZPS (Directive « Oiseaux »)  | 4 mai 2007    | 7 684 ha   | Le site concerne la vallée de la Loire dans le Loiret. Cette ZPS se poursuit en amont et en aval sur les départements voisins. L'intérêt majeur du site repose sur les milieux et les espèces ligériens liés à la dynamique du fleuve. Ces milieux hébergent de nombreuses espèces citées en annexe I de la directive Oiseaux. Le site est caractérisé par la présence de colonies nicheuses de sternes naine et pierregarin et de mouette mélanocéphale. Des sites de pêche du Balbuzard pêcheur sont également présents. Le site est également lieu de reproduction du bihoreau gris, de l'aigrette garzette, de la bondrée apivore, du milan noir, de l'œdicnème criard, du martin-pêcheur, du pic noir, de la pie-grièche écorcheur. Il est situé dans la frange sud de la commune. |

Sélection de représentants de l'avifaune de la zone Natura 2000 « Vallée de la Loire du Loiret ».
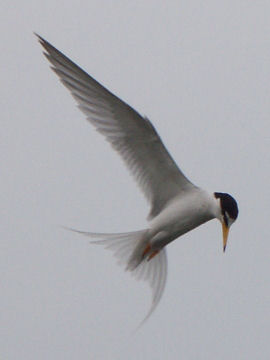
Sterne naine.
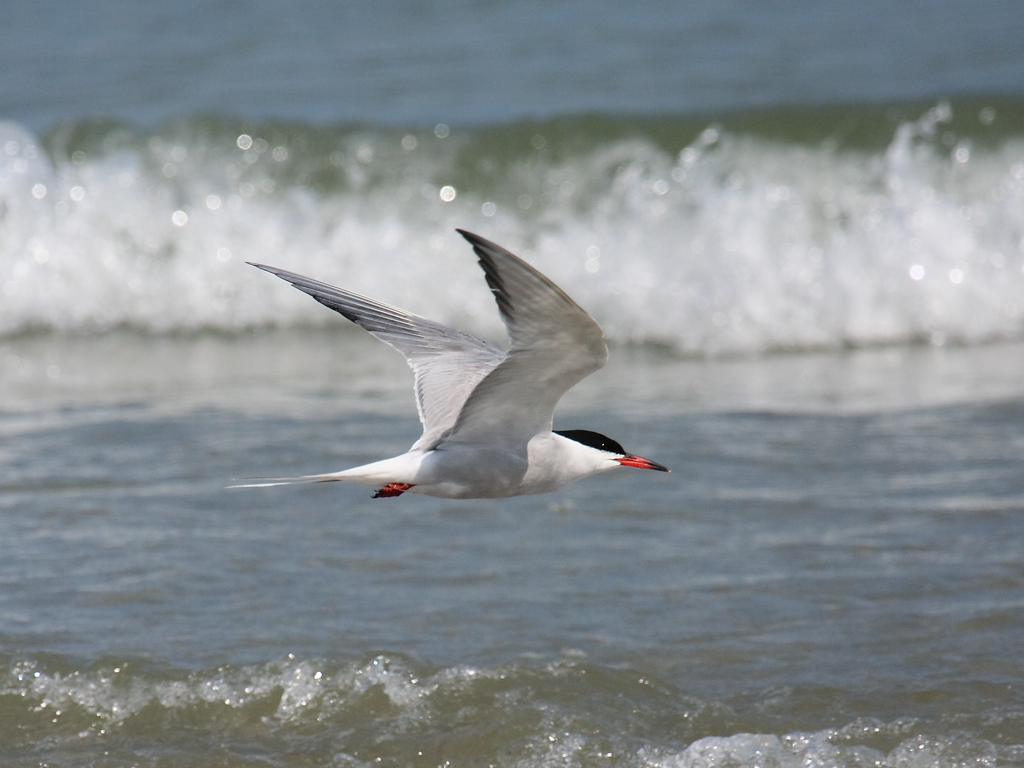
Sterne pierregarin.
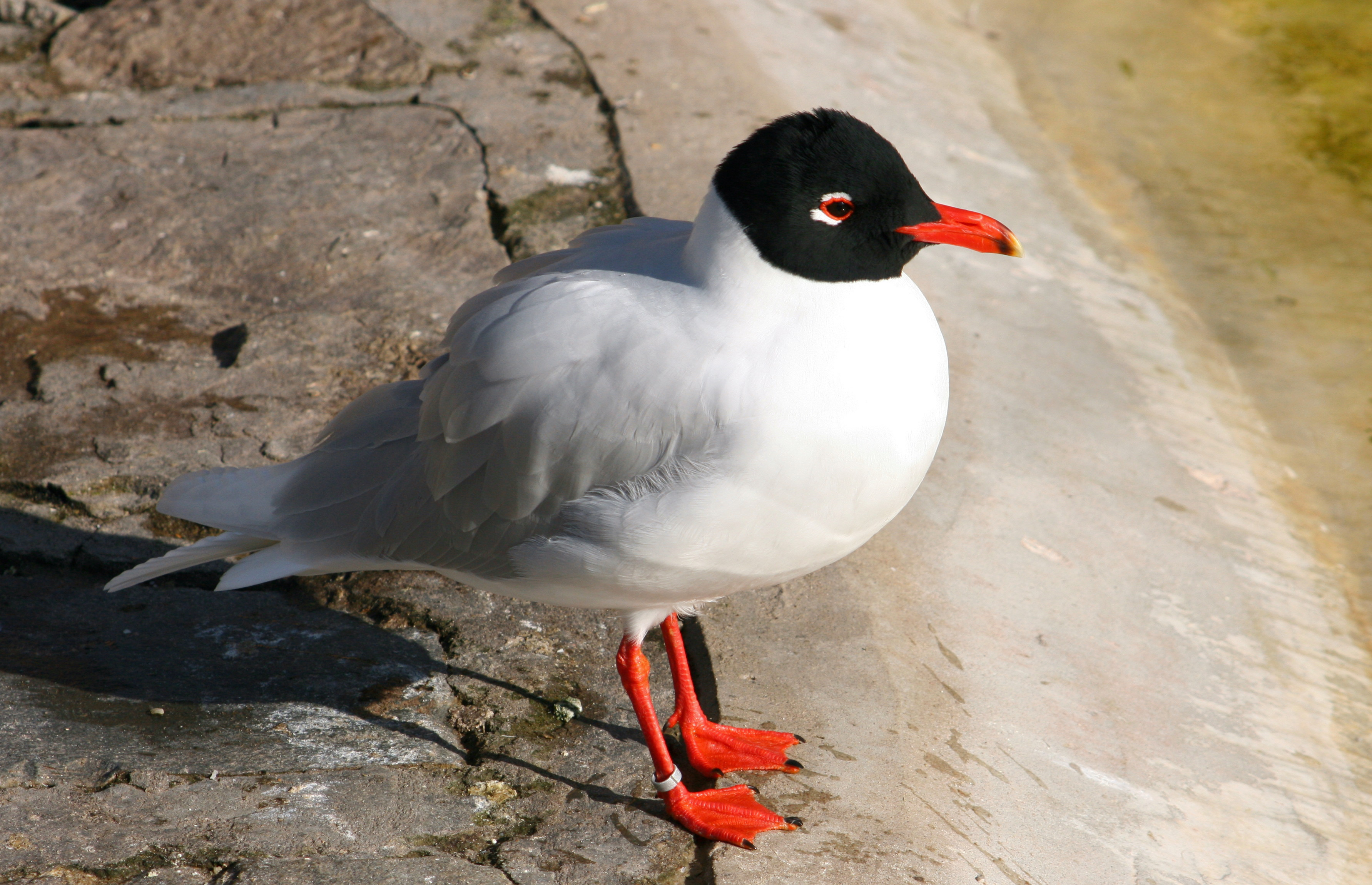
Mouette mélanocéphale.
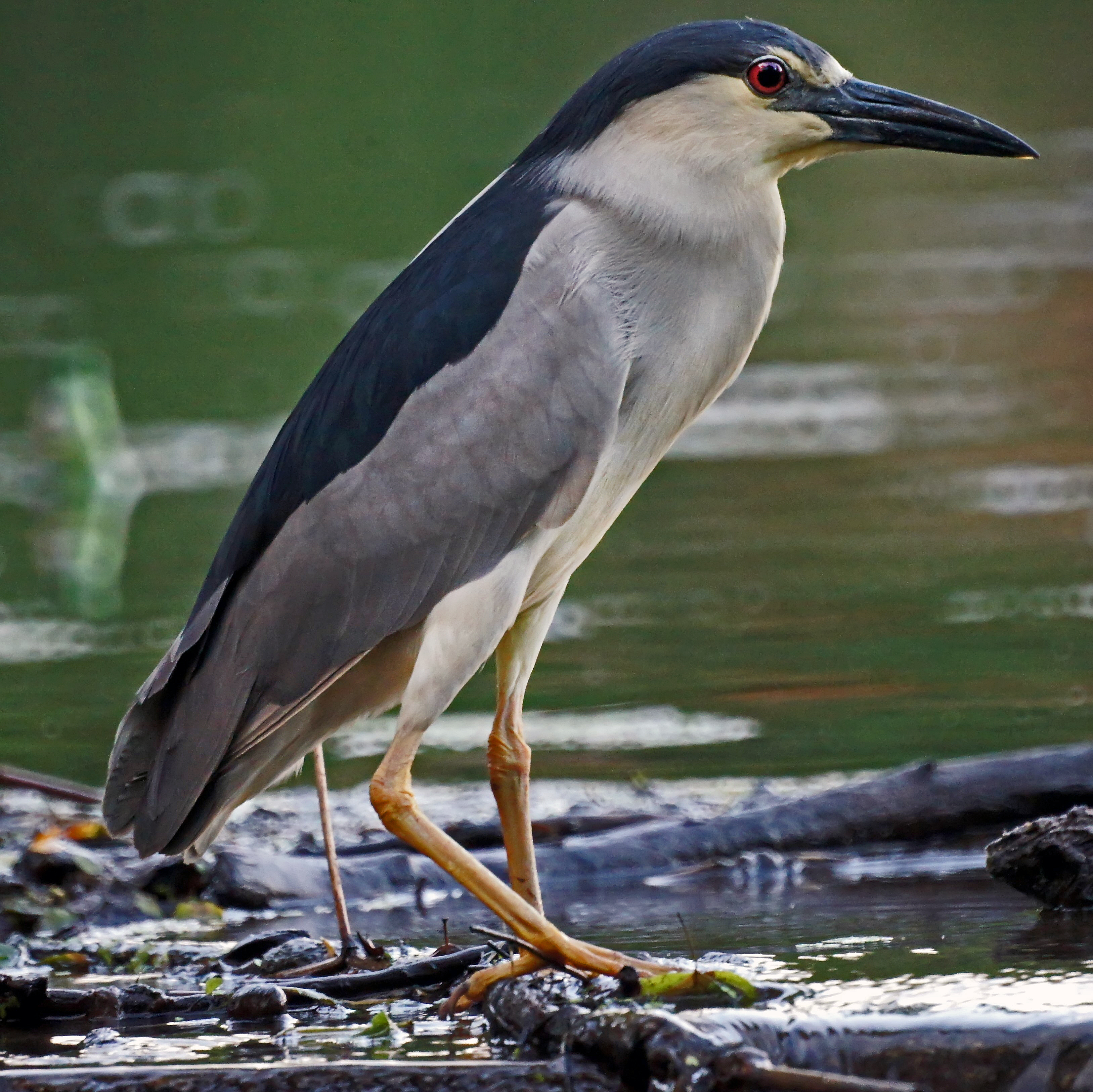
Bihoreau gris.
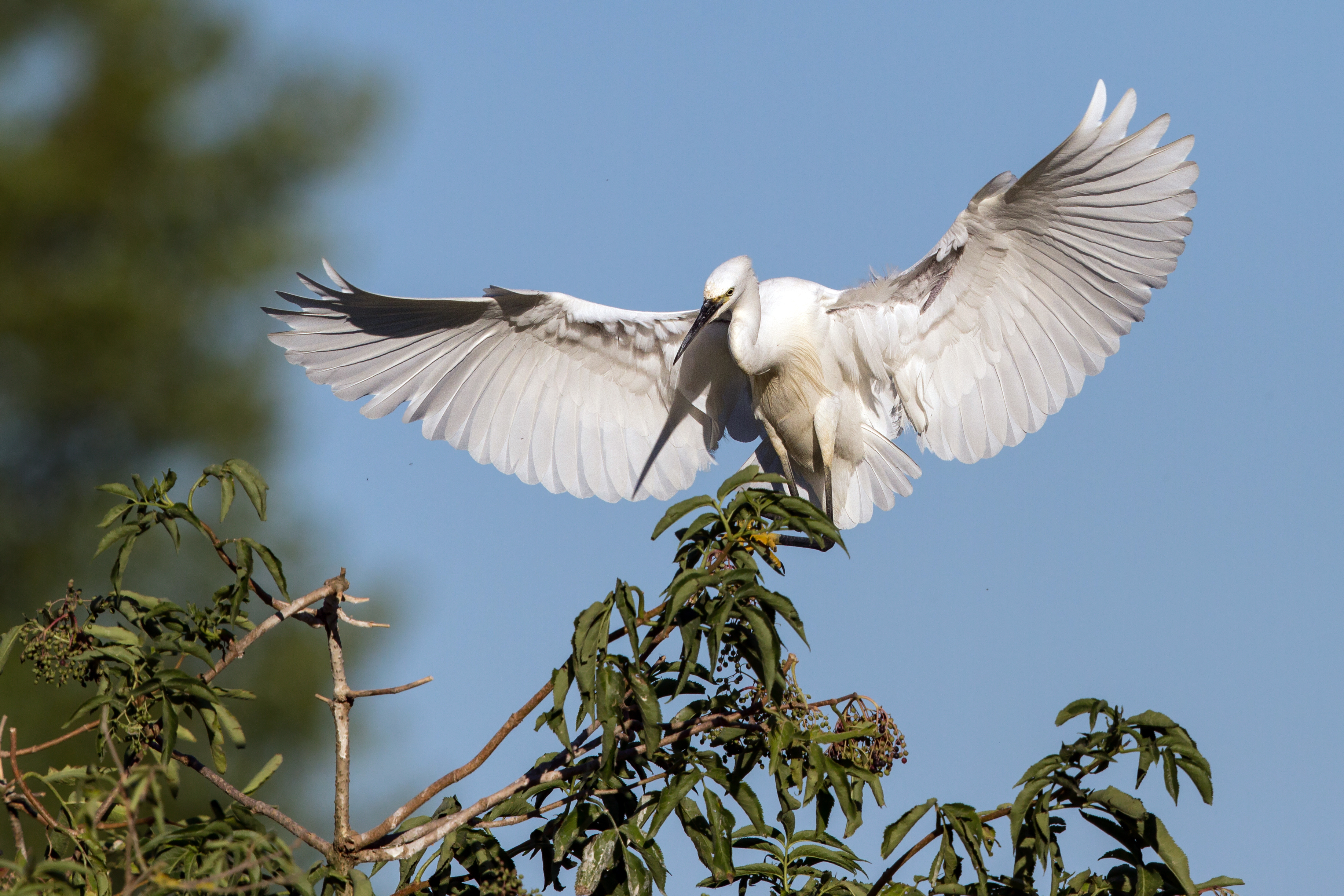
Aigrette garzette.
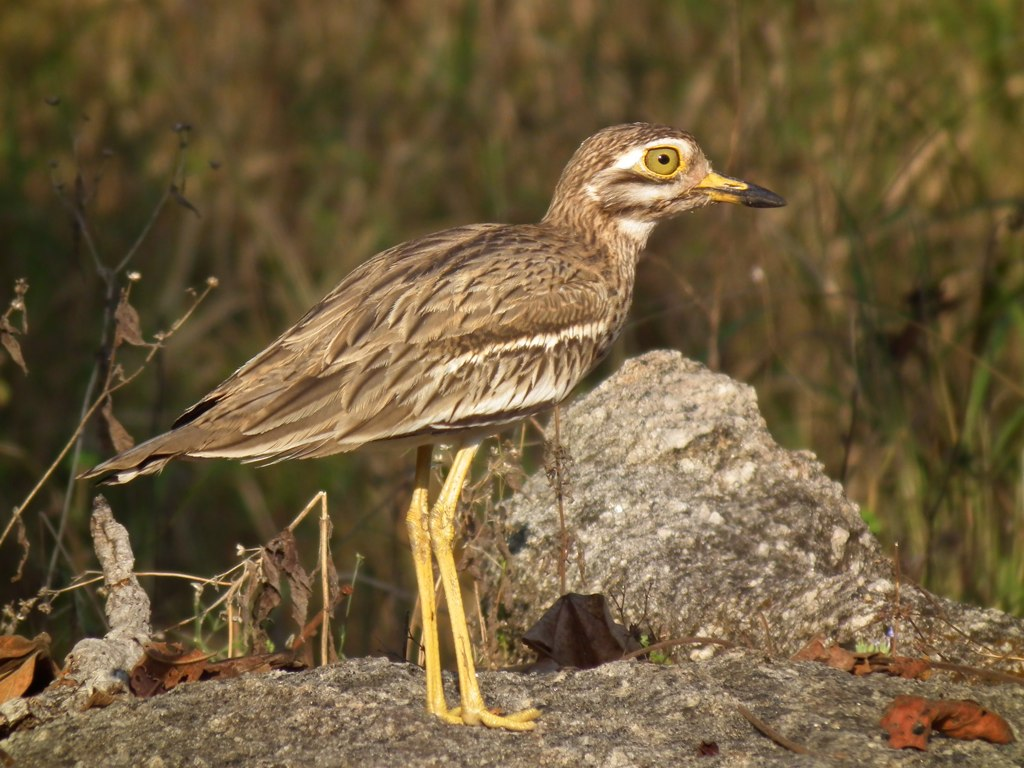
Œdicnème criard.
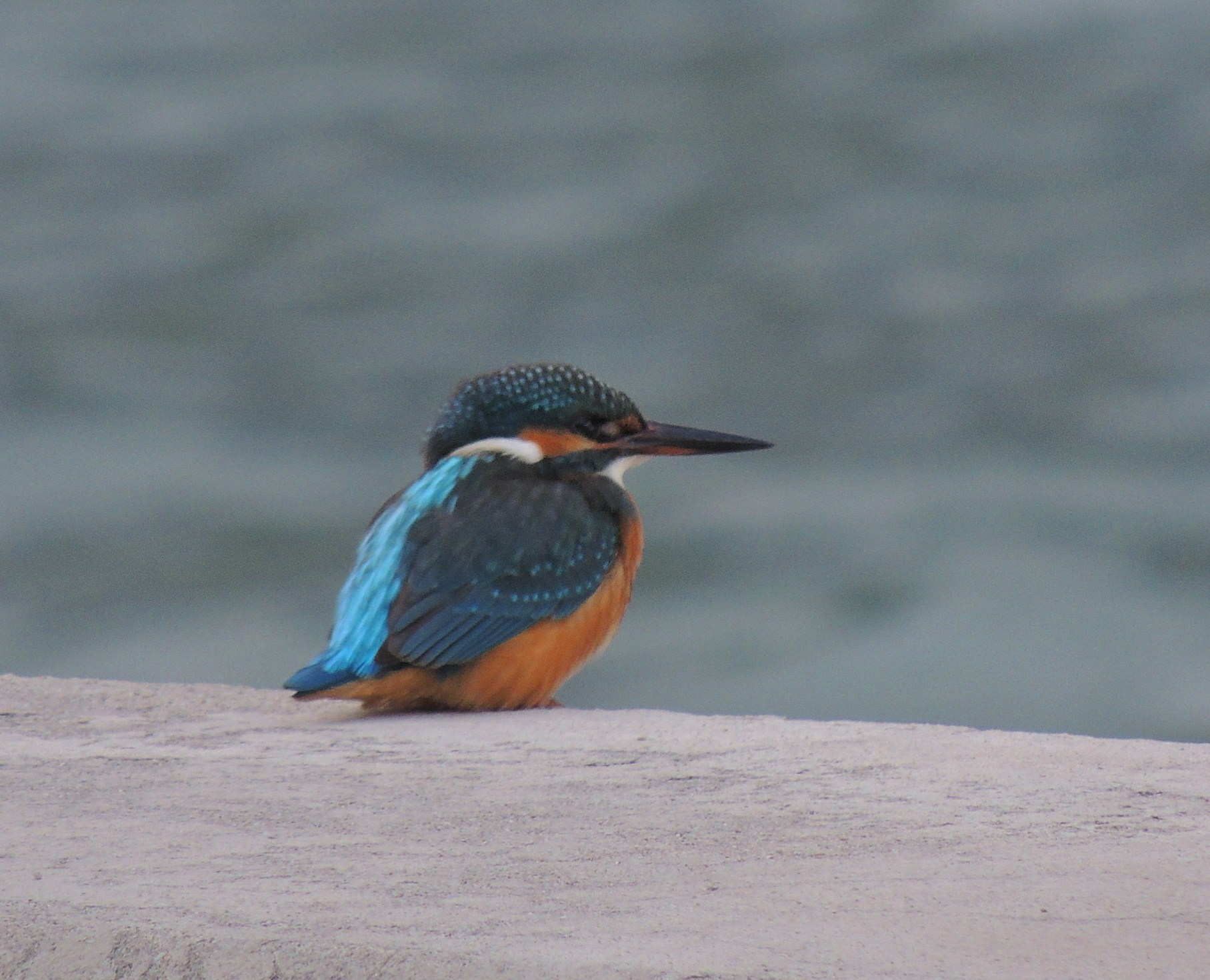
Martin-pêcheur d'Europe.

#### Zones nationales d'intérêt écologique, faunistique et floristique
L’inventaire des zones naturelles d'intérêt écologique, faunistique et floristique (ZNIEFF) a pour objectif de réaliser une couverture des zones les plus intéressantes sur le plan écologique, essentiellement dans la perspective d’améliorer la connaissance du patrimoine naturel national et de fournir aux différents décideurs un outil d’aide à la prise en compte de l’environnement dans l’aménagement du territoire. Le territoire communal de Saint-Pryvé-Saint-Mesmin comprend quatre ZNIEFF.

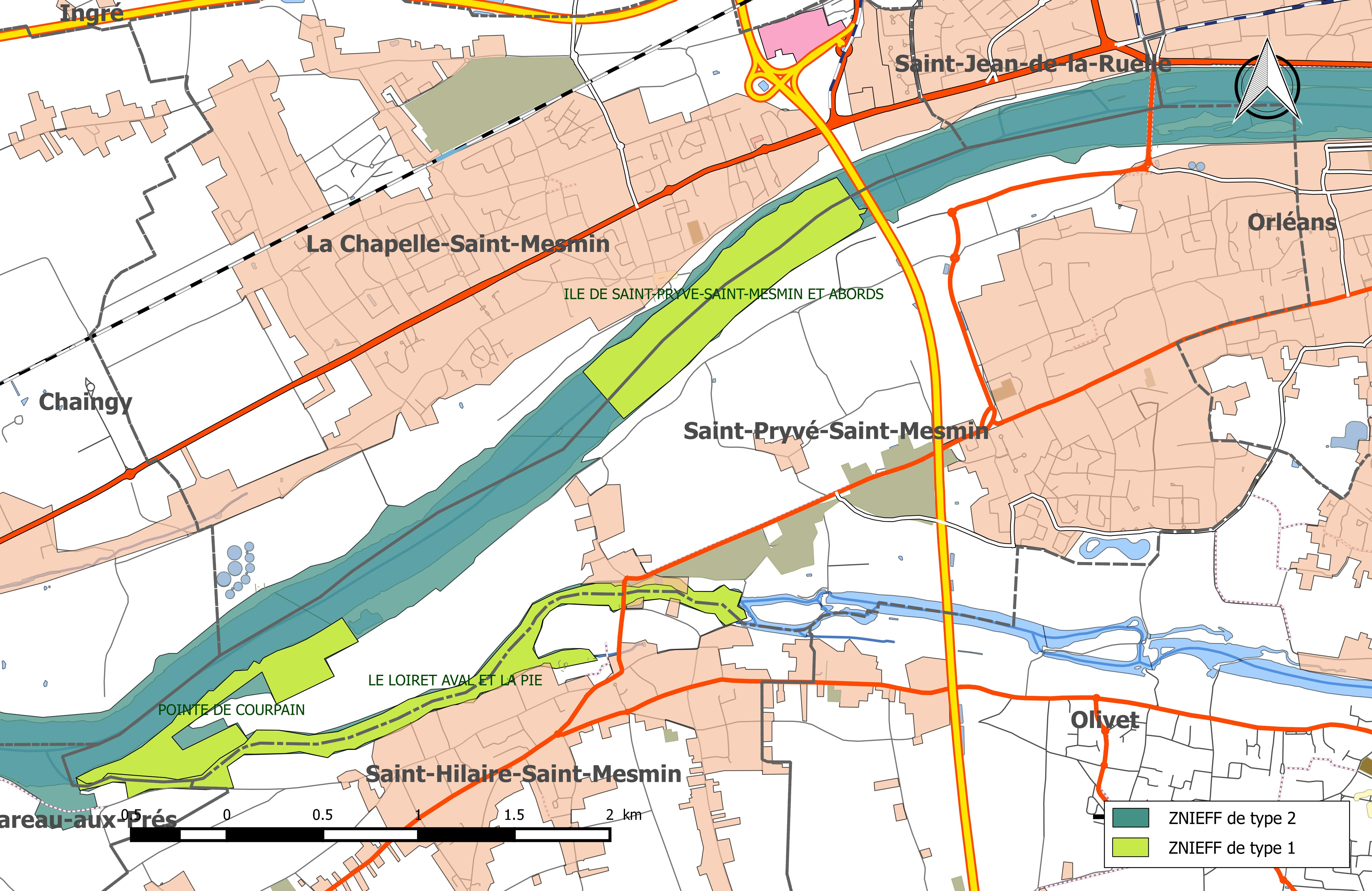
Carte des ZNIEFF de la commune et de ses abords.

| Désignation                                   | Type   | Superficie     | Description |
| --------------------------------------------- | ------ | -------------- | --- |
| « Ile de Saint-Pryvé-Saint-Mesmin et abords » | type 1 | 50,49 hectares | Cette zone s'étend sur deux communes : La Chapelle-Saint-Mesmin et Saint-Pryvé-Saint-Mesmin. Son altitude est de 95 m. Cette portion de la Loire est constituée d'une mosaïque d'habitats typiques du lit mineur comprenant des eaux courantes calmes, des milieux pionniers des grèves de vase et/ou de sable, des milieux herbacés, des friches, des boisements pionniers de saules arbustifs, des boisements plus évolués de la saulaie-peupleraie. |
| « La loire orléanaise »                       | type 2 | 5 458 hectares | La zone s'étend sur 37 communes, dont Dampierre-en-Burly, et se superpose pour la commune à la zone Natura 2000 de nom similaire. Elle correspond à la boucle septentrionale du fleuve. Son altitude varie entre 80 et 135 m. Elle se caractérise par un lit mineur largement occupé par des îles et grèves sableuses. Ces milieux soumis au marnage annuel recèlent de multiples habitats plus ou moins temporaires. C'est pratiquement la seule section qui présente des méandres. On observe, sur les basses terrasses, quelques formations sablo-calcaires. |
| « Le Loiret aval et la Pie »                  | type 1 | 41 hectares    | La zone s'étend sur trois communes : Mareau-aux-Prés, Saint-Hilaire-Saint-Mesmin et Saint-Pryvé-Saint-Mesmin. Son altitude varie entre 90 et 92 m. Dans sa partie terminale, le Loiret présente un tronçon très représentatif des rivières de plaine à végétation de renoncule flottante. Les grands radeaux monospécifiques composés par cette espèce sont complétés, dans les secteurs au courant moins vif, par des hydrophytes comme l'élodée du Canada (Elodea canadensis), la myriophylle en épis (Myriophyllum spicatum), Groenlandia densa, le potamot perfolié (Potamogeton perfoliatus), Butomus umbellatus (forme immergée). Les secteurs moins profonds sont occupés par d'importants tapis de cresson de fontaine (Nasturtium officinale). |
| « Pointe de Courpain »                        | type 1 | 26 hectares    | La zone se situe au confluent de la Loire et du Loiret. Son altitude est de 90 m. La zone est constituée principalement par un boisement alluvial et quelques pelouses ouvertes. Différents milieux boisés sont présents mais le type ripisylve des grands fleuves domine. On y trouve Ulmus laevis et de très beaux spécimens de peuplier noir (Populus nigra). La zone est remarquable pour ses oiseaux nicheurs et pour les champignons. Elle bénéficie d'une protection réglementaire et d'une gestion conservatoire. |

## Histoire

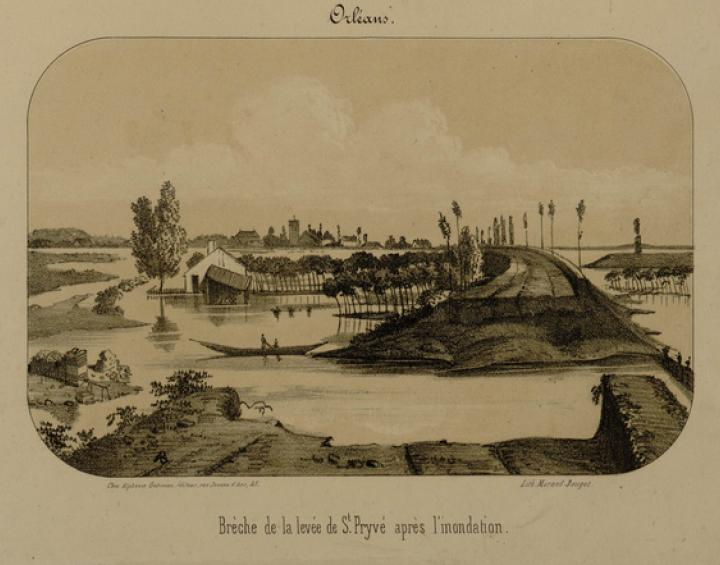
Brèche dans la levée à Saint-Pryvé en 1856.

Maximin de Micy, appelé aussi Mesmin l'Ancien et connu localement comme saint Mesmin fut le neveu de saint Euspice qui créa l'abbaye Saint-Mesmin de Micy sur le territoire actuel de la commune, ce dernier ayant été cédé par Clovis (début du VIe siècle).
Saint Privat (ou saint Pryvé) fut un évêque de Mende dont les cendres transitèrent par Micy avant de rejoindre la basilique Saint-Denis.

### Révolution française et Empire

#### Nouvelle organisation territoriale
Le décret de l'Assemblée Nationale du 12 novembre 1789 décrète « il y aura une municipalité dans chaque ville, bourg, paroisse ou communauté de campagne ». En 1790, dans le cadre de la création des départements, le Loiret compte alors 367 municipalités, rattachées à 59 cantons et 7 districts. La municipalité de Saint Privé est rattachée au canton d'Olivet et au district d'Orléans.  Le terme « commune », au sens de l’administration territoriale actuelle, est imposé par le décret de la Convention nationale du 10 brumaire an II (31 octobre 1793) : « La Convention nationale, sur la proposition d’un membre, décrète que toutes les dénominations de ville, bourg ou village sont supprimées et que celle de commune leur est substituée ». Ainsi la municipalité de Saint Privé devient formellement « commune de Saint Privé » en 1793.
Les cantons sont supprimés, en tant que découpage administratif, par une loi du 26 juin 1793, et ne conservent qu'un rôle électoral, permettant l’élection des électeurs du second degré chargés de désigner les députés,. La Constitution du 5 fructidor an III, appliquée à partir de vendémiaire an IV (1795) supprime les districts, considérés comme des rouages administratifs liés à la Terreur, mais maintient les cantons qui acquièrent dès lors plus d'importance en retrouvant une fonction administrative. Enfin, sous le Consulat, un redécoupage territorial visant à réduire le nombre de justices de paix ramène le nombre de cantons dans le Loiret de 58 à 31,. Saint-Pryvé-Saint-Mesmin est alors rattachée au canton Nogen-sur-Vernisson et à l'Arrondissement d'Orléans par arrêté du 9 vendémiaire an X (1er octobre 1801),,. En 1806, la commune est rattachée au canton d'Orléans-Sud, un canton nouveau formé du faubourg Saint-Marceau et de toutes les communes du canton d'Olivet qui est supprimé. Cette organisation va rester inchangée jusqu'en 1973 où la commune est rattachée au nouveau canton d'Olivet.
Les deux bourgs, Saint-Nicolas (ancien nom de Saint-Mesmin) et Saint-Pryvé fusionnèrent le premier septembre 1805 sur décision de Napoléon Bonaparte.

### Époque contemporaine
La ville a subi plusieurs inondations dont les dernières remontent à 1846, 1856, 1866 et 1907, cette dernière étant plus limitée, grâce à la consolidation de la levée de la Loire.

## Urbanisme

### Typologie
Au 1er janvier 2024, Saint-Pryvé-Saint-Mesmin est catégorisée grand centre urbain, selon la nouvelle grille communale de densité à sept niveaux définie par l'Insee en 2022.
Elle appartient à l'unité urbaine d'Orléans, une agglomération intra-départementale regroupant 19  communes, dont elle est une commune de la banlieue,,. Par ailleurs la commune fait partie de l'aire d'attraction d'Orléans, dont elle est une commune du pôle principal,. Cette aire, qui regroupe 136 communes, est catégorisée dans les aires de 200 000 à moins de 700 000 habitants,.

### Occupation des sols
L'occupation des sols de la commune, telle qu'elle ressort de la base de données européenne d’occupation biophysique des sols Corine Land Cover (CLC), est marquée par l'importance des territoires agricoles (44 % en 2018), en diminution par rapport à 1990 (49,7 %). La répartition détaillée en 2018 est la suivante : 
zones urbanisées (28 %), terres arables (18,5 %), zones agricoles hétérogènes (16,8 %), eaux continentales (13,3 %), cultures permanentes (8,7 %), zones industrielles ou commerciales et réseaux de communication (7,1 %), forêts (5,3 %), espaces ouverts, sans ou avec peu de végétation (1,6 %), espaces verts artificialisés, non agricoles (0,7 %).
L'évolution de l’occupation des sols de la commune et de ses infrastructures peut être observée sur les différentes représentations cartographiques du territoire : la carte de Cassini (XVIIIe siècle), la carte d'état-major (1820-1866) et les cartes ou photos aériennes de l'IGN pour la période actuelle (1950 à aujourd'hui).

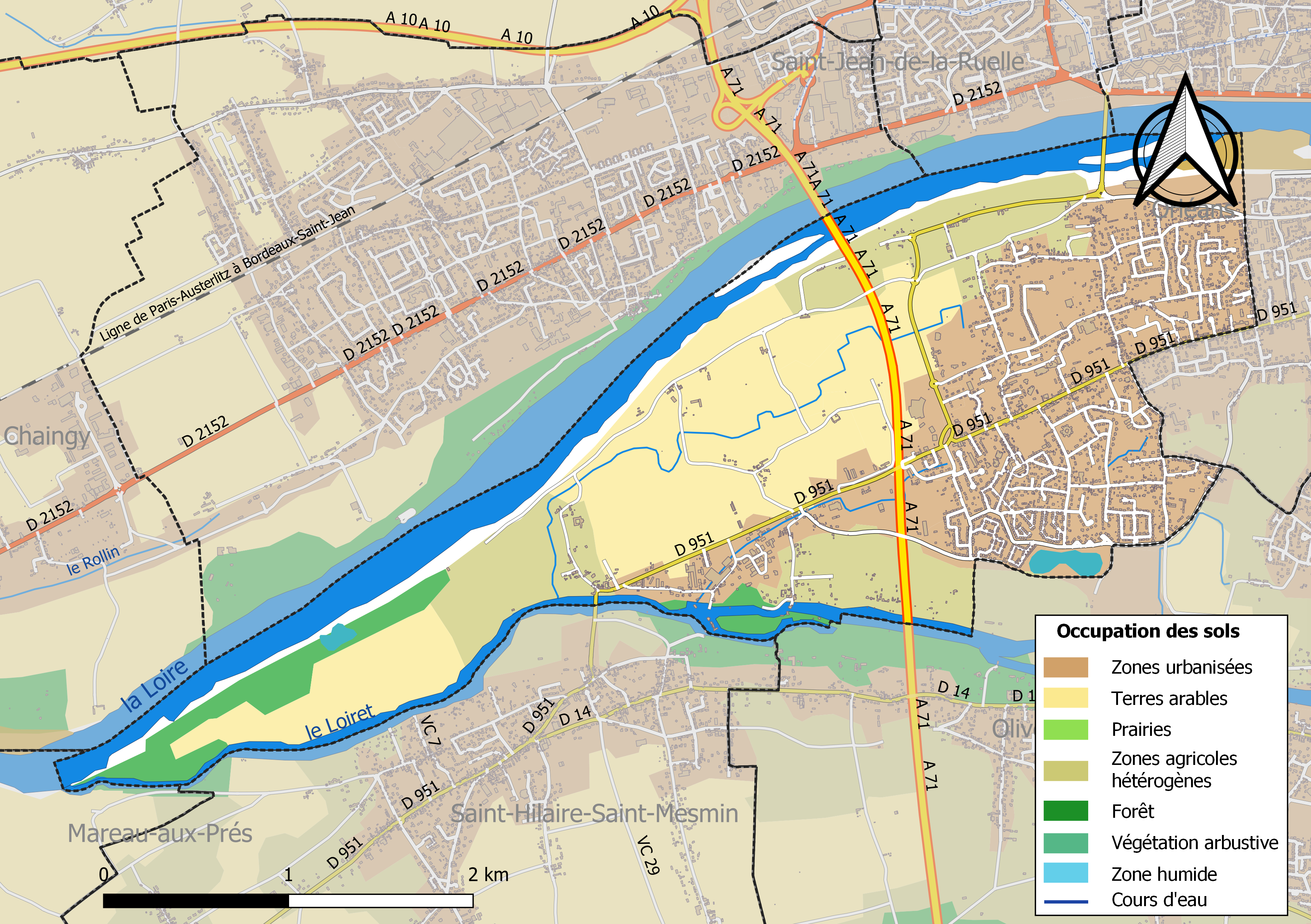
Carte des infrastructures et de l'occupation des sols de la commune en 2018 (CLC).
Carte orthophotographique de la commune en 2016.

### Voies de communication et transports

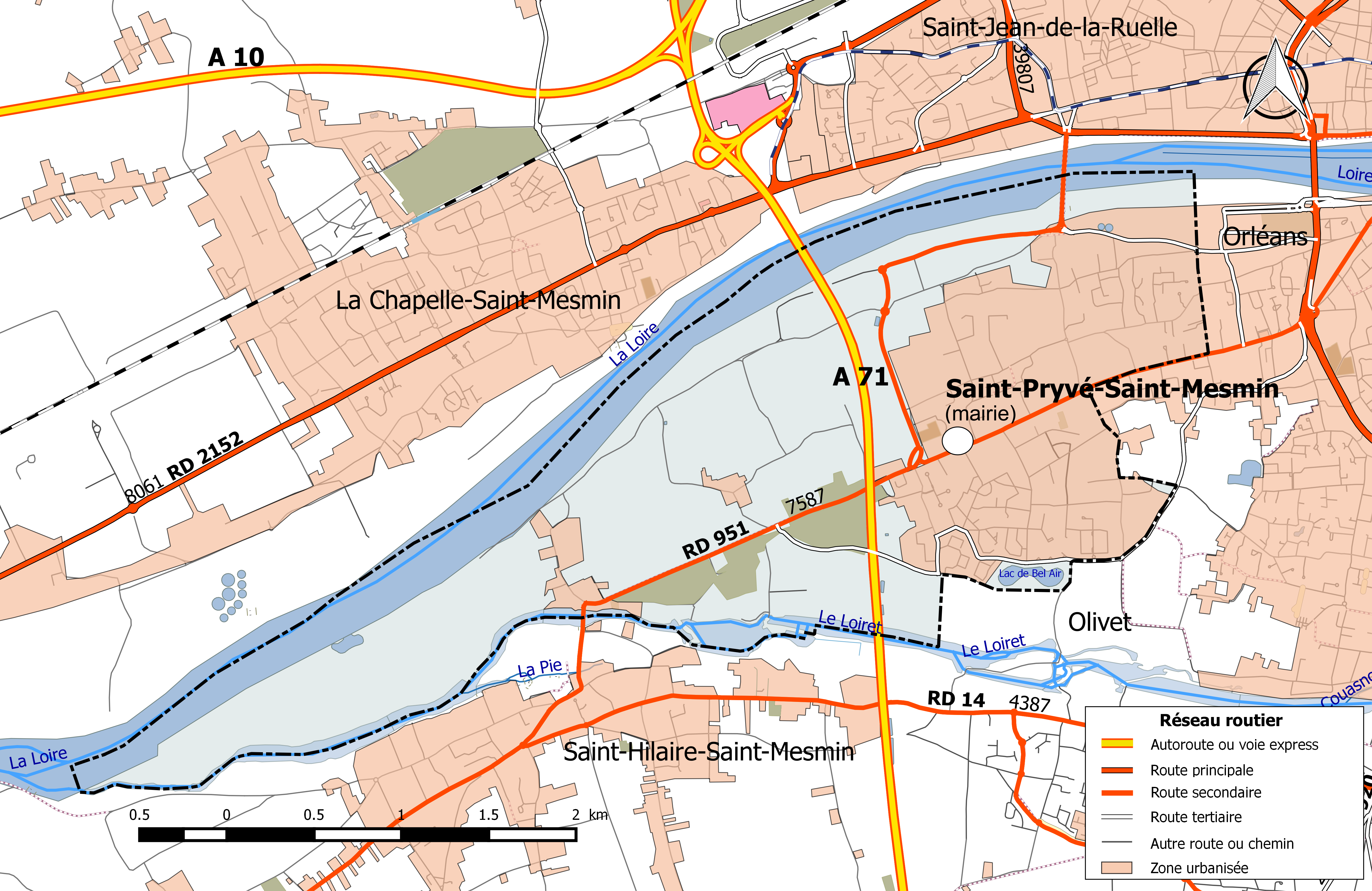
Réseau routier principal de la commune de Saint-Pryvé-Saint-Mesmin (avec indication du trafic routier 2014).

#### Transports en commun
- La commune de Saint-Pryvé-Saint-Mesmin est desservi par 4 ligne de bus et le transport à la demande (Transports de l'agglomération orléanaise).
- la ligne 7
- la ligne 16
- la ligne 42
- la ligne 59
- le transport à la demande (resa’ouest)

### Risques naturels et technologiques majeurs
La commune de Saint-Pryvé-Saint-Mesmin est vulnérable à différents aléas naturels : inondations (par débordement de la Loire ou de ruisseaux), climatiques (hiver exceptionnel ou canicule), mouvements de terrains ou sismique. Elle est également exposée à un risque technologique : le transport de matières dangereuses,. Entre 1985 et 2016, sept arrêtés ministériels ayant porté reconnaissance de catastrophe naturelle ont été pris pour le territoire de la commune de Saint-Pryvé-Saint-Mesmin dont trois pour des inondations et coulées de boue et quatre pour des mouvements de terrain.

#### Risque d'inondation

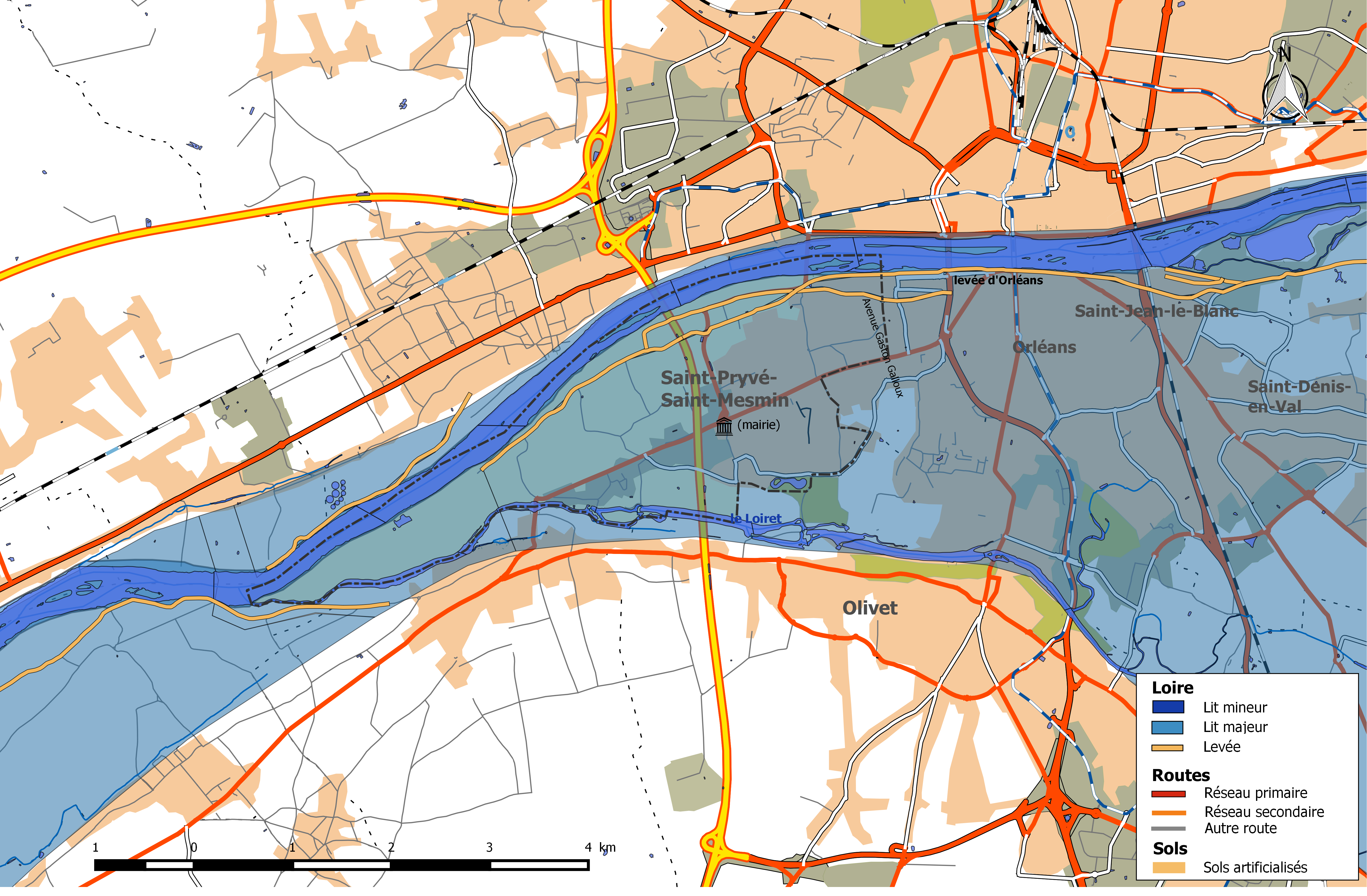
Zone inondable de la commune de Saint-Pryvé-Saint-Mesmin.

La Loire est à l'origine des dégâts les plus importants sur la commune en cas de crue majeure. Les crues historiques sont celles de 1846, 1856, 1866 et 1907. Aucune crue n'a atteint depuis 1907 les hauteurs atteintes lors de ces événements catastrophiques.
La commune de Saint-Pryvé-Saint-Mesmin est entièrement située en zone inondable. Elle fait partie du val d'Orléans qui s’étend sur 33 km de longueur, du hameau de Bouteille à l’amont au confluent du Loiret à l’aval. Ce val est protégé par une levée en terre, la levée d'Orléans, de 45 km de longueur, interrompue à 3,5 km environ en amont du confluent du Loiret. Il est inondé par le remous de la Loire dans la confluence du Loiret dès les premières crues simulées. Cette levée a été renforcée sur toute sa longueur. Le niveau de protection historique est celui visé par la construction du déversoir de Jargeau, aménagé à la fin du XIXe siècle à l'emplacement des brèches qui s'étaient produites en 1846, 1856 et 1866 et conçu initialement pour fonctionner au-delà de la cote de Loire à l'échelle d'Orléans proche de 6 m (crue de 1825, n'ayant pas occasionné de brèches). Les lignes d’eau en crue ont toutefois beaucoup changé depuis du fait de l’évolution morphologique du lit de la Loire, conséquence des ouvrages de navigation qui ont été réalisés au XIXe siècle  et de l’extraction massive de matériaux en deuxième partie du XXe siècle. Le déversoir ne remplit donc plus sa fonction de protéger la levée d’Orléans des surverses et il ne permet plus de définir l’objectif de protection du système d’endiguement.
L'analyse menée dans le cadre de l'étude de danger des digues, montre qu'aujourd'hui, le niveau de protection apparent de la levée est associé à une crue de période de retour d'environ 200 ans, soit une hauteur d'eau à l'échelle d'Orléans estimée à 5,75 m. Les zones de surverses probables mises en évidence se situent de l'amont vers l'aval, à Guilly, Tigy et Saint-Denis-en-Val (lieu-dit de Château Lumina). Par ailleurs, ces études montrent aussi que des défaillances avant dépassement des ouvrages sont probables, en particulier à Guilly, Tigy et Saint-Pryvé-Saint-Mesmin. Pour le secteur de Guilly, la probabilité de rupture n'est plus négligeable dès la crue de période de retour de 70 ans, soit une cote d'environ 4,60 m à l'échelle d'Orléans. Cette cote définit le niveau de sûreté actuel de la digue d'Orléans et correspond au seuil de déclenchement du plan d'évacuation massive de l'agglomération d'Orléans en cas de crue.
Le risque d'inondation est pris en compte dans l'aménagement du territoire de la commune par le biais du Plan de prévention du risque inondation (PPRI) du val d'Orléans - val amont, approuvé le 20 janvier 2015. Deux nouveaux types de zones sont apparues par rapport au précédent PPRI, plus restrictives pour une meilleure protection des usagers : la zone de dissipation d'énergie (ZDE) et la zone d'expansion de crue (ZEC). Dans la ZDE, située immédiatement à l’arrière des levées, qui serait fortement affectée en cas de brèche ou de rupture de digue, toute construction nouvelle est interdite. La ZEC quant à elle correspond aux secteurs naturels ou agricoles qu’il convient  de  préserver pour l’étalement des eaux en cas d’inondation et éviter l’accroissement des risques. L'est de la ZDE de Saint-Pryvé-Saint-Mesmin, d'une superficie de 63 ha, concerne un secteur urbanisé, à vocation habitat ( La Cabredée et le Vieux Bourg). À L'ouest, on trouve un secteur agricole/naturel présentant quelques bâtiments d'exploitations agricoles. À l'extrême est de la ZDE, l'hippodrome et la station d'épuration sont touchés.
Deux documents permettent de définir les modalités de gestion de crise et d'organisation des secours : au niveau départemental, le Dispositif ORSEC départemental spécialisé déclenché en cas d'inondation de la Loire, le plan ORSIL, et au niveau communal le plan communal de sauvegarde.

#### Risque de mouvements de terrain
Le territoire de la commune peut être concerné par un risque d'effondrement de cavités souterraines non connues. Une cartographie départementale de l'inventaire des cavités souterraines et des désordres de surface a été réalisée. Il a été recensé sur la commune plusieurs effondrements de cavités.
Par ailleurs, le sol du territoire communal peut faire l'objet de mouvements de terrain liés à la sécheresse. Le phénomène de retrait-gonflement des argiles est la conséquence d'un changement d'humidité des sols argileux. Les argiles sont capables de fixer l'eau disponible mais aussi de la perdre en se rétractant en cas de sécheresse. Ce phénomène peut provoquer des dégâts très importants sur les constructions (fissures, déformations des ouvertures) pouvant rendre inhabitables certains locaux. Celui-ci a particulièrement affecté le Loiret après la canicule de l'été 2003. La totalité du territoire de la commune est soumis à un aléa « faible » face à ce risque, selon l'échelle définie par le Bureau de recherches géologiques et minières (BRGM).

## Politique et administration

### Découpage territorial
La commune de Saint-Pryvé-Saint-Mesmin est membre de l'intercommunalité Orléans Métropole, un établissement public de coopération intercommunale (EPCI) à fiscalité propre créé le 1er janvier 2002 dont le siège est à Orléans. Ce dernier est par ailleurs membre d'autres groupements intercommunaux qui sont, en 2020, le Syndicat mixte aménagement desserte aérienne de l'Ouest du Loiret (SMAEDAOL), le Syndicat mixte des bassins versants de la Bionne et du Cens et le Syndicat mixte d'améngament hydraulique (SMAH) du bassin de la Retrêve et de son affluent le ruisseau du Renard.
Sur le plan administratif, elle est rattachée à l'arrondissement d'Orléans, au département du Loiret et à la région Centre-Val de Loire. Sur le plan électoral, elle dépend du  canton d'Olivet pour l'élection des conseillers départementaux, depuis le redécoupage cantonal de 2014 entré en vigueur en 2015, et de la première circonscription du Loiret  pour les élections législatives, depuis le dernier découpage électoral de 2010.

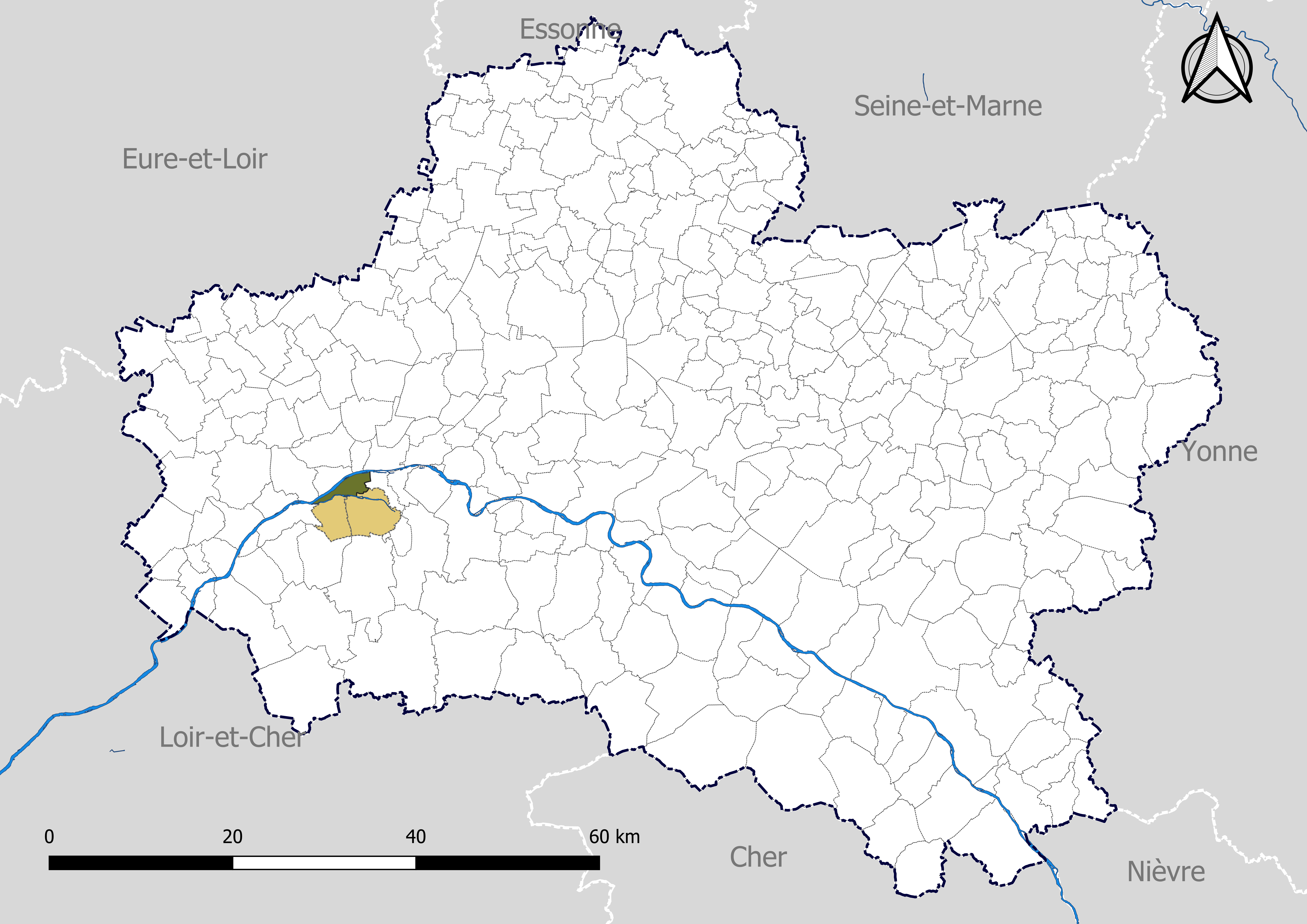
Saint-Pryvé-Saint-Mesmin dans le canton d'Olivet en 2020.
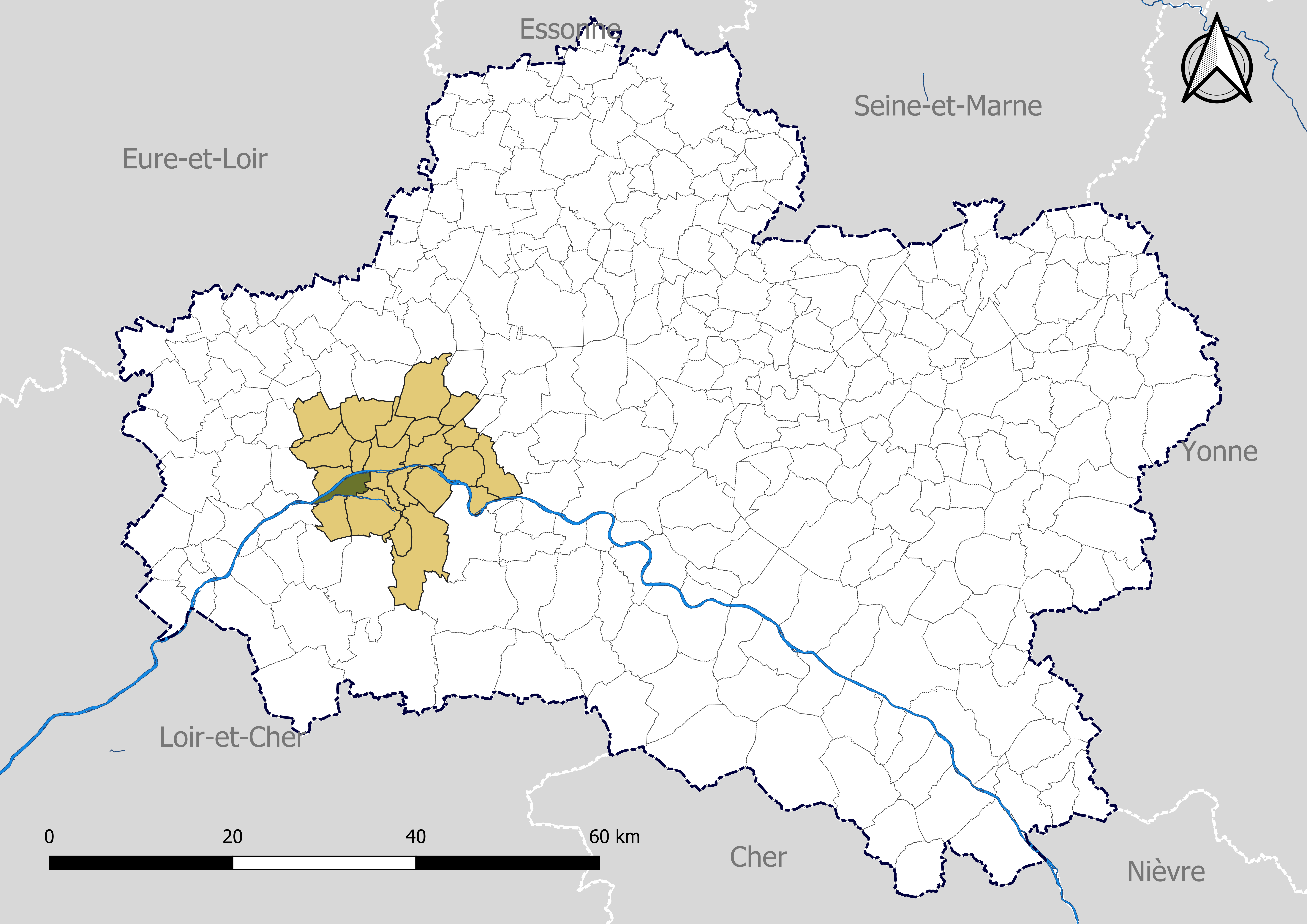
Saint-Pryvé-Saint-Mesmin dans Orléans Métropole en 2020.
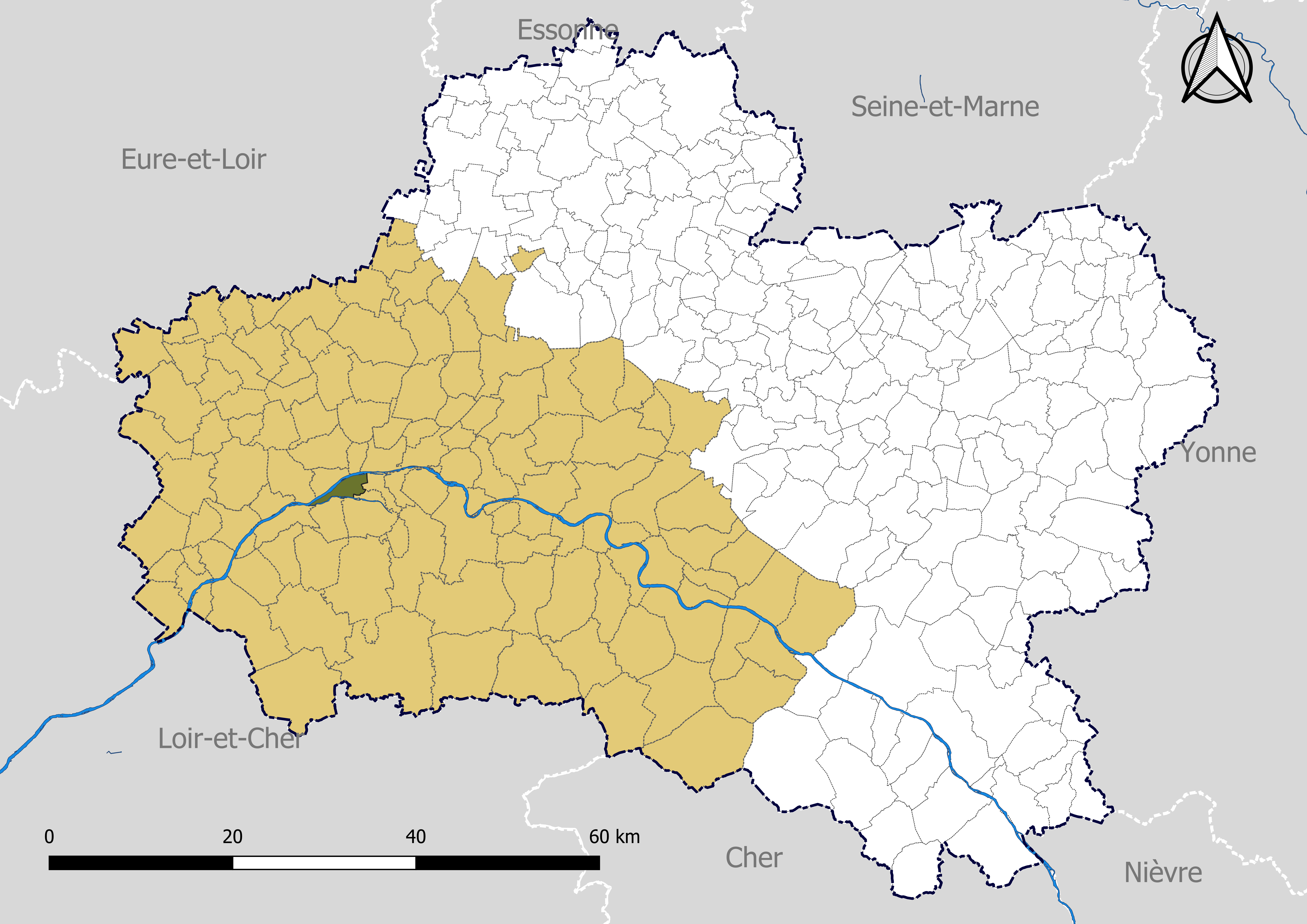
Saint-Pryvé-Saint-Mesmin dans l'arrondissement d'Orléans en 2020.

### Politique et administration municipales

#### Conseil municipal et maire
Depuis les élections municipales de 2014, le conseil municipal de Saint-Pryvé-Saint-Mesmin, commune de plus de 1 000 habitants, est élu au scrutin proportionnel de liste à deux tours (sans aucune modification possible de la liste), pour un mandat de six ans renouvelable. Il est composé de 29 membres. L'exécutif communal est constitué par le maire, élu par le conseil municipal parmi ses membres, pour un mandat de six ans, c'est-à-dire pour la durée du mandat du conseil. Thierry Cousin est maire de 2008 à mai 2025, date à laquelle il est obligé de démissionner suite à une condamnation judiciaire (deux ans de prison avec sursis et cinq ans d'inéligibilité) pour prise illégale d'intérêts concernant 2 projets immobilier de la commune.
| Période                                  | Période   | Identité                          | Étiquette       | Qualité |
| ---------------------------------------- | --------- | --------------------------------- | --------------- | --- |
| Les données manquantes sont à compléter. |           |                                   |                 | |
| 18XX                                     | 18XX      | Étienne Sylvain Lemaigre-Faucheux |                 | Fabricant de papier Conseiller général d'Orléans-Sud (1833 → 1845)                                                                                       |
| Les données manquantes sont à compléter. |           |                                   |                 | |
| Années 1980                              |           | Jacques Baudry                    |                 | |
| Juin 1995                                | Mars 2008 | Gilles Gaillard                   | PS              | Professeur des écoles Vice-président de la CA Orléans Val de Loire                                                                                       |
| Mars 2008                                | Juin 2025 | Thierry Cousin,                   | UMP-LR puis UDI | Agent immobilier 13e vice-président d'Orléans Métropole (2021 → 2025) Réélu pour le mandat 2020-2026 Démissionnaire suite à une condamnation judiciaire, |
| Juin 2025                                | En cours  | Jean-Claude Hennequin             |                 | |

## Équipements et services publics

### Gestion de l'eau

#### Eau potable
Le service public d’eau potable est une compétence obligatoire des communes depuis  l’adoption de la loi du 30 décembre 2006 sur l’eau et les milieux aquatiques. La commune assurait jusqu'au 1er janvier 2017 la distribution de l'eau potable sur le territoire communal, par contre la production de cette eau était effectuée sous la maîtrise d'ouvrage de la ville d'Orléans. La gestion de l’eau étant une compétence obligatoire des communautés urbaines et des métropoles, la communauté urbaine Orléans Métropole s'est substituée à la commune pour la mise en œuvre du service public d'eau potable lors de la transformation de la communauté d'agglomération Val de Loire en communauté urbaine le 1er janvier 2017, puis c'est la métropole Orléans Métropole le 1er mai 2017 qui a pris cette compétence. La ville de Saint-Pryvé-Saint-Mesmin est alimentée en eau potable par un des forages du Val situés sur le territoire d'Orléans, le Puits du Gouffre, le puits Theuriet ou le puits du Bouchet, pompant l'eau dans la nappe souterraine des calcaires de Beauce.

#### Eaux usées
La compétence assainissement est assurée depuis le 1er janvier 2002 par la Communauté de l'Agglomération Orléans Val de Loire, puis le 1er janvier 2017 par la communauté urbaine et enfin depuis le 1er mai 2017 par Orléans Métropole.
Depuis le 1er mai 2016, la métropole a signé un contrat de délégation de service public avec la société Suez Environnement pour l'exploitation des réseaux et ouvrages de transport de 11 communes du territoire métropolitain dont Saint-Pryvé-Saint-Mesmin. Le réseau comprend un réseau séparatif eaux usées de 28 680 ml et un réseau d'eaux pluviales de 24 492 ml. Sur la commune, on  compte 22 stations de relevage pour les eaux usées et 2 pour les eaux pluviales. Ces stations peuvent contenir de une à quatre pompes  dont les puissances peuvent varier de 1,3 kW à 140 kW (soit de 3 l/s à 450 l/s).
Un zonage d'assainissement a été réalisé par l’AgglO et a été approuvé par  délibération du  conseil de communauté du 15 avril 2004. Si la majeure partie du territoire est en assainissement collectif, la partie sud-ouest de la commune ainsi qu'une petite zone au nord-ouest du Loiret sont en zone  d’assainissement non collectif.
La commune est raccordée à la station d'épuration de l'Île Arrault, située sur le territoire de Saint-Pryvé-Saint-Mesmin. Cet équipement, dont la capacité est de 95 000 EH, le deuxième plus important sur le territoire d'Orléans Métropole après la station de La Chapelle-Saint-Mesmin, a été mis en service le 1er janvier 1972. L’exploitation de cette station d’épuration est assurée depuis mai 2016 par Véolia.

### Gestion des déchets

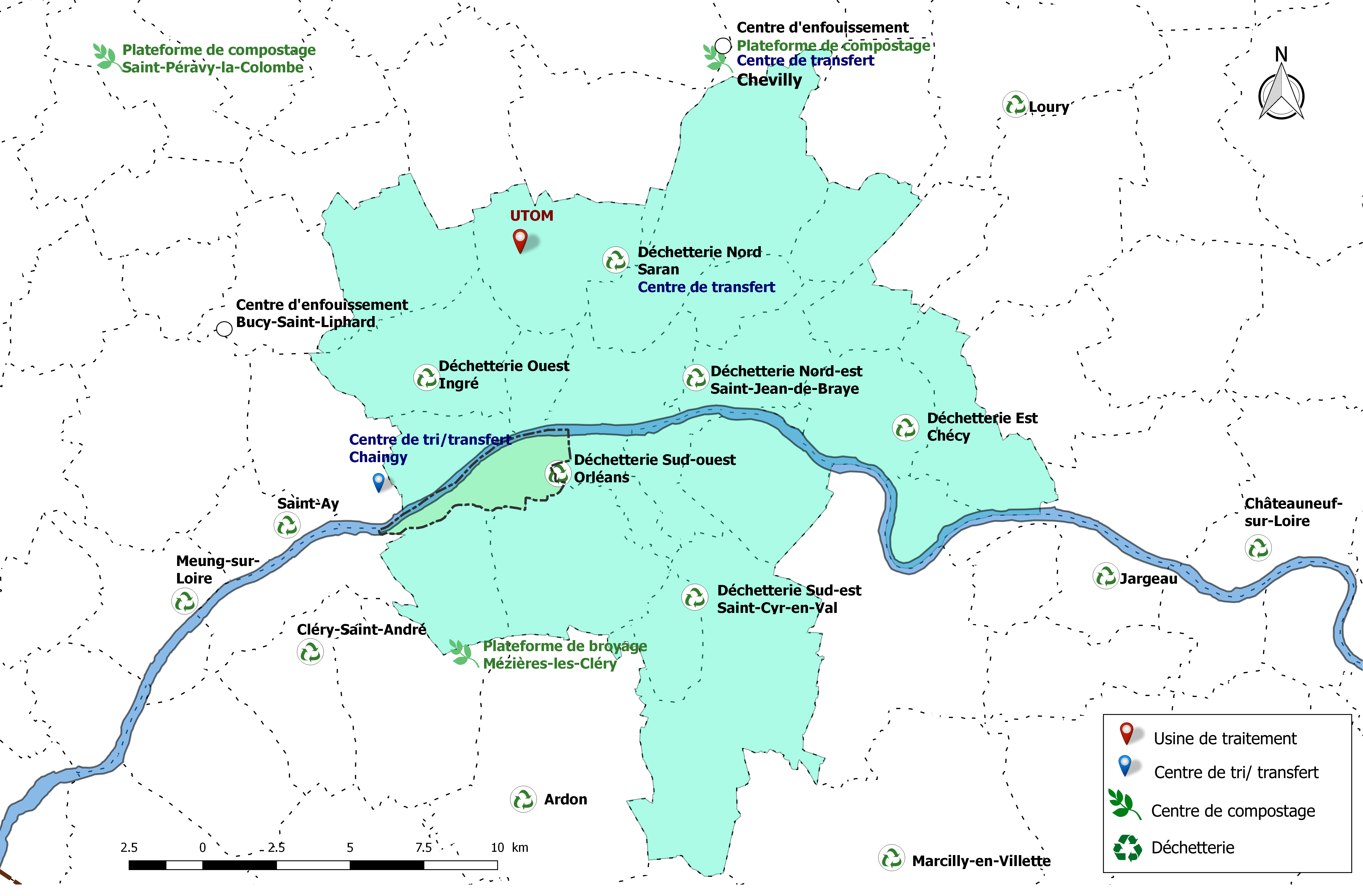
Sites de collecte, de traitement et de valorisation des déchets de la communauté urbaine d'Orléans Métropole, avec localisation de la commune de Saint-Pryvé-Saint-Mesmin.

La collecte, le traitement et la valorisation des déchets est une compétence exclusive de la communauté urbaine Orléans Métropole depuis 2000 (l'intercommunalité était alors communauté de communes). La collecte des déchets ménagers (résiduels et multimatériaux) est effectuée en porte-à-porte sur toutes les communes de la communauté urbaine. Un réseau de six déchèteries accueille les encombrants et autres déchets spécifiques (déchets verts, déchets dangereux, gravats, cartons…).
Une unité de traitement permettant la valorisation énergétique (l’incinération des déchets ménagers résiduels) et la valorisation matière des autres déchets (corps creux, corps plats et multimatériaux) est en service sur la commune de Saran depuis 1996. Elle est exploitée par la société ORVADE, filiale du groupe Veolia.

## Population et société

### Démographie
L'évolution du nombre d'habitants est connue à travers les recensements de la population effectués dans la commune depuis 1793. Pour les communes de moins de 10 000 habitants, une enquête de recensement portant sur toute la population est réalisée tous les cinq ans, les populations de référence des années intermédiaires étant quant à elles estimées par interpolation ou extrapolation. Pour la commune, le premier recensement exhaustif entrant dans le cadre du nouveau dispositif a été réalisé en 2004.
En 2022, la commune comptait 6 200 habitants, en évolution de +9,42 % par rapport à 2016 (Loiret : +1,89 %, France hors Mayotte : +2,11 %).
| 1793 | 1800 | 1806 | 1821 | 1831 | 1836 | 1841 | 1846 | 1851 |
| ---- | ---- | ---- | ---- | ---- | ---- | ---- | ---- | ---- |
| 337  | 308  | 313  | 320  | 736  | 736  | 741  | 763  | 813  |

| 1856 | 1861 | 1866 | 1872 | 1876 | 1881 | 1886 | 1891 | 1896 |
| ---- | ---- | ---- | ---- | ---- | ---- | ---- | ---- | ---- |
| 822  | 831  | 824  | 799  | 778  | 796  | 840  | 829  | 776  |

| 1901 | 1906 | 1911 | 1921 | 1926 | 1931 | 1936  | 1946  | 1954  |
| ---- | ---- | ---- | ---- | ---- | ---- | ----- | ----- | ----- |
| 771  | 836  | 829  | 813  | 926  | 940  | 1 081 | 1 239 | 1 537 |

| 1962  | 1968  | 1975  | 1982  | 1990  | 1999  | 2004  | 2006  | 2009  |
| ----- | ----- | ----- | ----- | ----- | ----- | ----- | ----- | ----- |
| 2 041 | 2 168 | 2 871 | 3 150 | 5 463 | 5 609 | 5 408 | 5 365 | 5 224 |

| 2014  | 2019  | 2022  | - | - | - | - | - | - |
| ----- | ----- | ----- | - | - | - | - | - | - |
| 5 372 | 6 076 | 6 200 | - | - | - | - | - | - |

## Culture locale et patrimoine

### Lieux et monuments
- L'église Saint-Privat a été construite entre 1865 et 1867 sur souscription de paroissiens, sur un terrain acquis et donné par Paris de La Bergere et Raguenet.
- La maison dite « du Saussay » ou « des Quatre Tourelles » fait l’objet d’une inscription au titre des monuments historiques depuis le 22 décembre 2006[85].
- Un vieux four à briques, en partie délabré, est visible près du pont de l'Europe, franchissant la Loire vers Orléans. Il fait l’objet d’une inscription au titre des monuments historiques depuis le 3 mars 1998[86]. Il a été rénové récemment.
- La croix de Micy a été érigée en 1856 et bénite en 1868 par monseigneur Dupanloup. Elle est située sur la levée de la Loire sur une ligne droite reliant l'ancien monastère de Micy et la grotte du Dragon placée sous l'église de La Chapelle-Saint-Mesmin, bénite également le même jour.
- Le carmel de Micy ne se visite pas.
- La réserve naturelle nationale de Saint-Mesmin, située au milieu de la Loire, abrite, en particulier, de nombreux cormorans. Elle a une superficie de 6,3 hectares, classée en réserve naturelle en 1975, puis en réserve naturelle nationale en 2006 avec extension de son territoire au bords de la Loire[87], comprenant la pointe de Courpain. La commune est située dans la zone de protection spéciale vallée de la Loire du Loiret du réseau Natura 2000[88] et dans la zone naturelle d'intérêt écologique, faunistique et floristique de type 2 secteur embouchure du Loiret[89].
- Le pont Saint-Nicolas a été reconstruit en 1676 pour franchir le Loiret. Il permet de rejoindre la commune de Saint-Hilaire-Saint-Mesmin. La première mention de ce pont date cependant du XIIIe siècle.
- Le pont de l'Europe est un pont en arc bowstring incliné particulièrement original, dû à l'ingénieur espagnol Santiago Calatrava. Il franchit la Loire dans l’agglomération orléanaise entre Saint-Jean-de-la-Ruelle au nord et Saint-Pryvé-Saint-Mesmin, au sud.
- Le pont de l'A71 sur la Loire, pont autoroutier en béton précontraint entre la commune et La Chapelle-Saint-Mesmin.

Lieux et monuments de Saint-Pryvé-Saint-Mesmin.
Le pont de l'Europe.
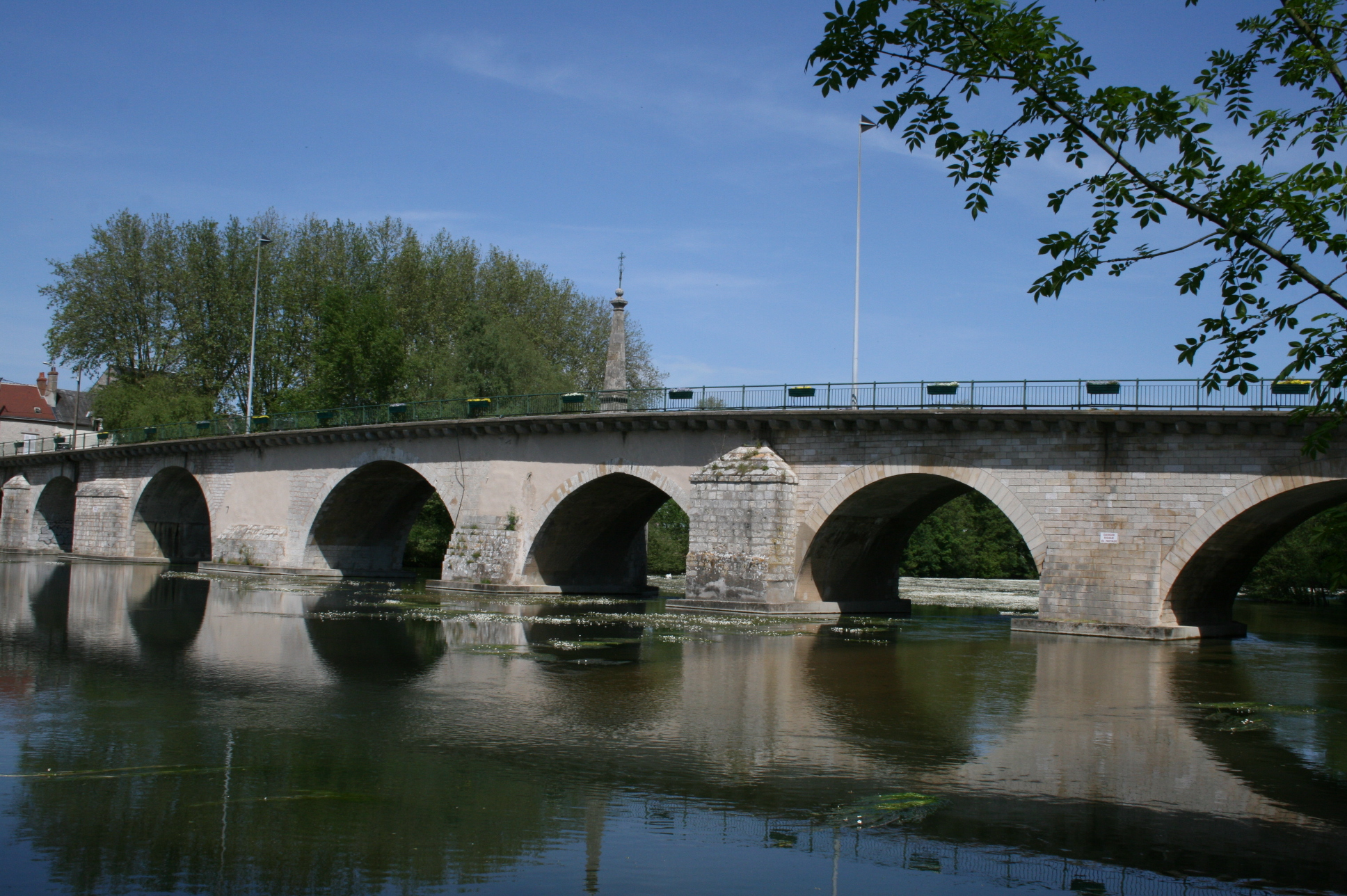
Le pont Saint-Nicolas.
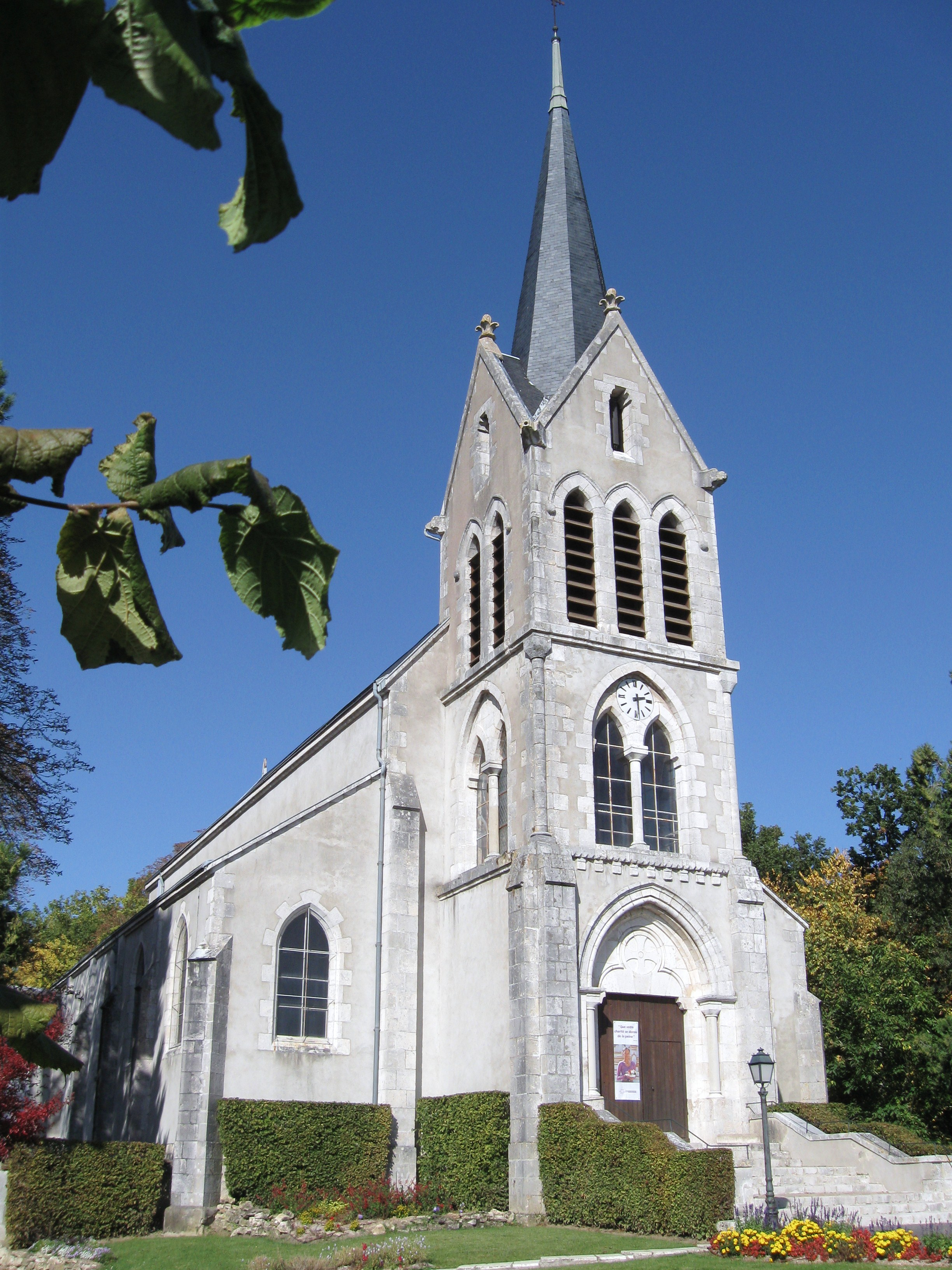
L'église Saint-Pryvé-Saint-Mesmin.
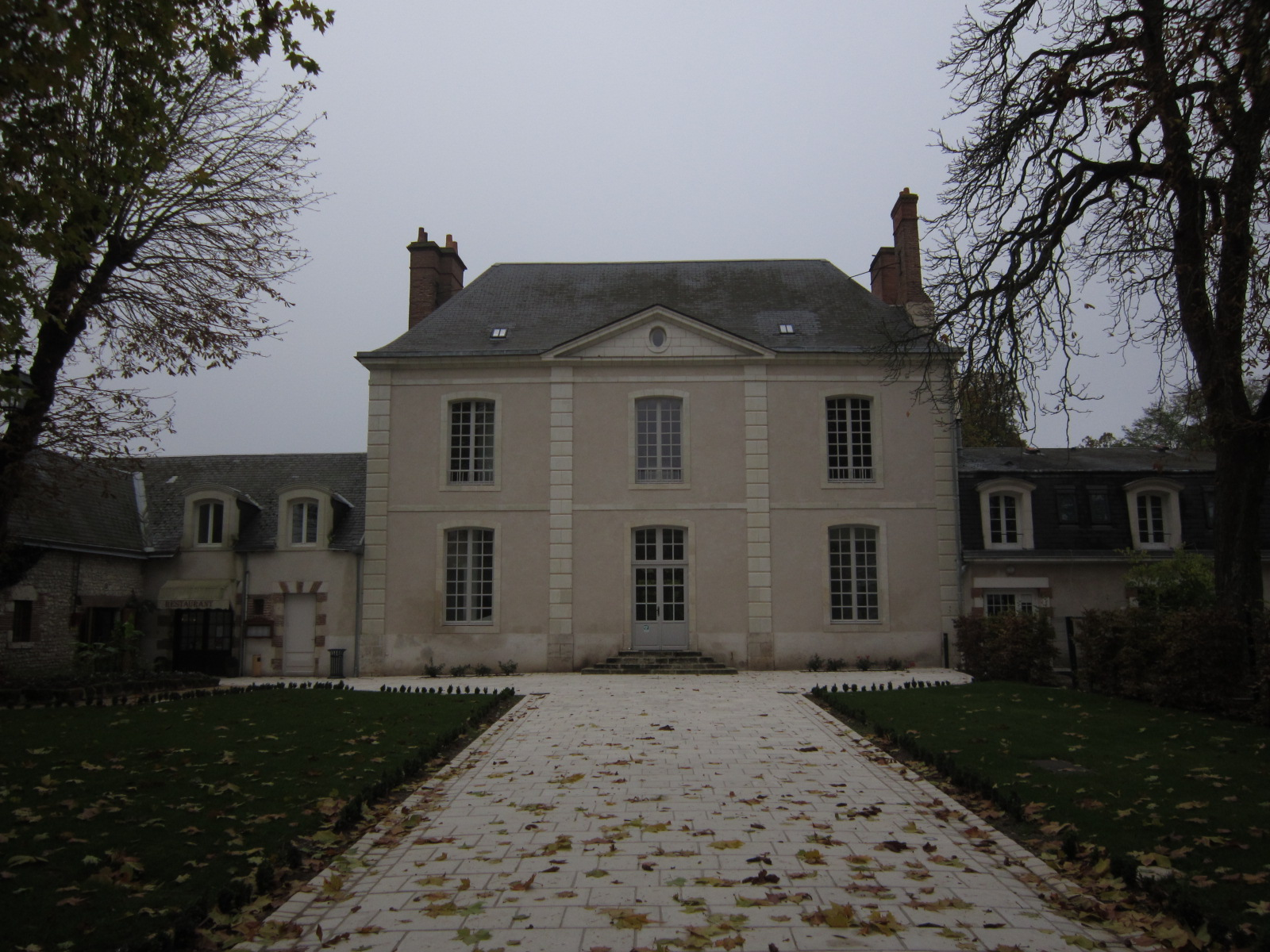
La Trésorerie, aujourd'hui bâtiment municipal.

### Sites et paysages remarquables
Le 30 novembre 2000, le Val de Loire, dans son cours moyen de Sully-sur-Loire (Loiret) à Chalonnes-sur-Loire (Maine-et-Loire), est inscrit sur la Liste du patrimoine mondial de l'organisation des Nations unies pour l'éducation, la science et la culture (UNESCO) comme « paysage culturel ». Cette inscription reconnaît au site une « valeur universelle exceptionnelle » fondée sur la densité de son patrimoine monumental, architectural et urbain, l'intérêt du paysage fluvial et la qualité exceptionnelle d’expressions paysagères héritées de la Renaissance et du Siècle des Lumières. Toute altération de la V.U.E. est considérée comme une perte pour la mémoire de l’Humanité. Le préfet de la région Centre, préfet coordonnateur, approuve le plan de gestion pour le Val de Loire patrimoine mondial par arrêté en date du 15 novembre 2012. Trente-cinq communes du Loiret sont concernées, dont Saint-Pryvé-Saint-Mesmin qui a une frange de son territoire inscrite et le reste en zone tampon.

## Personnalités liées à la commune
- Aignan-Thomas Desfriches (1715-1800), dessinateur français, résidait à La Cartaudière.
- Mathilde Panot (1989 - ), femme politique française.
- Roger Secrétain (1902-1982), journaliste, résistant, homme politique et écrivain français séjournait à La Cartaudière. Il est enterré au cimetière communal[91].

## Jumelages
- Reinfeld (Holstein) (Allemagne) depuis 1994
- Codsall-Bilbrook (Grande-Bretagne) depuis 1998